# Isabel Ambrosio
María Isabel Ambrosio Palos (Madrid, 18 de juliol de 1970) és una política espanyola del Partit Socialista Obrer Espanyol. Des del 13 de juny de 2015 fins al 2019 ha estat alcaldessa de la ciutat de Còrdova.

## Biografia
Va estudiar batxillerat a l'antiga Universitat Laboral de Còrdova. És tècnica d'informació juvenil de la Diputació Provincial de Còrdova. Està casada i té dues filles nascudes el 2002 i 2004.

## Activitat política
El 1999 va ser nomenada assessora del grup municipal del PSOE a l'Ajuntament de Còrdova. El 2000 va ser escollida secretaria d'Organització del PSOE de Còrdova i al congrés provincial del 2004 va ser designada secretària general del partit a la província. El 2004 es va convertir en diputada del Parlament d'Andalusia per la província de Còrdova. Al parlament va presidir la Comissió de Discapacitat i va actuar com a ponent del PSOE en la Llei de Promoció i Defensa de la Competència d'Andalusia. Posteriorment, va ocupar la vicepresidència de la Comissió de Governació i va ser portaveu del Grup Socialista en la Comissió de Turisme, Comerç i Esport.
El 20 maig de 2008 va presentar la seva renúncia a l'acta de diputada del Parlament d'Andalusia, obtinguda en les eleccions autonòmiques per la circumscripció de Còrdova, data en la qual va ser nomenada delegada del Govern de la Junta d'Andalusia a la província de Còrdova.
El 20 de gener de 2015 va deixar el seu lloc com a delegada de la Junta per concórrer a les eleccions municipals de Còrdova pel PSOE. El 13 de juny de 2015 va ser triada alcaldessa de la ciutat de Còrdova, amb els vots favorables d'Esquerra Unida i Guanyem Còrdova. El primer acte com a primera edil va ser dipositar un rams de roses vermelles en la tomba de l'últim alcalde socialista, i últim de la Segona República, Manuel Sánchez-Badajoz.